# Dries Riphagen
Dries Riphagen, właściwie Bernardus Andreas Riphagen (ur. 7 września 1909 w Amsterdamie, zm. 13 maja 1973 w Montreux) – holenderski kolaborant i zbrodniarz wojenny z czasów II wojny światowej.

## Biogram
Urodził się 7 września 1909 r. w Amsterdamie w ubogiej rodzinie robotniczej. Jako nastolatek pracował w charakterze marynarza, gdzie nawiązał pierwsze kontakty kryminalne z amerykańską mafią.
W latach 30. należał do Narodowosocjalistycznej Holenderskiej Partii Pracy (NSNAP), ekstremistycznej organizacji o odcieniu antysemickim i pangermańskim, dążącej do wcielenia Holandii w skład III Rzeszy. Po podbiciu Holandii przez Niemców w 1940 r. rozpoczął pracę dla niemieckiej policji politycznej Sicherheitsdienst (SD), gdzie zajmował się głównie tropieniem ukrywających się Żydów na obszarze Amsterdamu. Wielokrotnie oszukiwał swoje ofiary, obiecując im pomoc w zamian za korzyści finansowe, po czym wydawał ich w ręce holenderskiej policji lub gestapo, a pozyskane środki deponował w szwajcarskich bankach. Szacuje się, że Riphagen przyczynił się do śmierci co najmniej 3190 Żydów. Zdradził również bojowników jednej z komórek holenderskiego ruchu oporu, zajmującej się wytwarzaniem fałszywych dowodów tożsamości dla ofiar niemieckich represji (nid. Persoonbewijzencentrale). W czasie zainicjowanej przez Riphagena obławy w marcu 1944 r. jeden z nich został zastrzelony, a czterech aresztowano. Po tych wydarzeniach sąd podziemny wydał na kolaboranta wyrok śmierci, którego nie zdołano wykonać.
Po wojnie Riphagen opuścił Holandię, pozostawiając bez opieki swoją żonę i małe dziecko. Ukrywał się w Argentynie, a następnie w Szwajcarii, gdzie zmarł w prywatnej klinice w 1973 r. Mimo to, w 1988 r. holenderski rząd wydał rozkaz aresztowania Riphagena, nie wiedząc o jego śmierci.
W 2016 roku powstał film biograficzny na jego temat pt. Riphagen.